# Starcia zbrojne armeńsko-azerbejdżańskie (lipiec 2020)
Starcia zbrojne armeńsko-azerbejdżańskie (lipiec 2020), potyczki w Tovuz (azer. Tovuz döyüşləri), lub potyczki w Tawusz (orm. Մարտեր Տավուշում [mar'tɛr tavušum]) – starcia graniczne, które miały miejsce w regionie Tawusz w Armenii, w regionie Tovuz w Azerbejdżanie i w innych miejscach na granicy armeńsko-azerbejdżańskiej.
Obie strony oskarżyły się nawzajem o ponowne zaognienie konfliktu, który wybuchł w pobliżu Gandżi, strategicznego szlaku pełniącego rolę korytarza energetyczno-transportowego Azerbejdżanu. Według byłego prezydenta Armenii Roberta Koczariana, potyczki zostały sprowokowane przez Armenię, a minister spraw zagranicznych Rosji Siergiej Ławrow oskarżył Armenię o „ożywienie starego przejścia granicznego znajdującego się 15 kilometrów (9,3 mil) od azerbejdżańskich rurociągów eksportowych”.
Działania wojenne między obiema stronami wznowiono 27 września 2020 roku, tym razem w Górskim Karabachu, a nie na tych samych obszarach, co lipcowe starcia. Ostatecznie to eskalowało do skali działań wojennych z pełnym zaangażowaniem, co doprowadziło do konfliktu w Górskim Karabachu w 2020 roku.